# Han (stat)
Han (韩国, Hánguó) var en historisk stat i Kina under Zhoudynastin och tiden för De stridande staterna. Han existerade från år 403 f.Kr. till 230 f.Kr., Han's territorium var inledningsvis södra delen dagens Shanxi och expanderades senare mot centrala Henan.
Familjen Han var ättlingar till Kung Wu av Zhou som grundade Zhoudynastin. Under tiden för staten Jin var Han en av tre starka familjerna i riket och titulerades "vicomte" (子). Riket Han bildades efter att riket Jin år 403 f.Kr. officiellt delades upp i rikena Han, Wei och Zhao. Från att Jin upphörde titulerades Han's ledare markis (侯) men från år 323 f.Kr. tog sig även Han's ledare titeln "kung" (王).
Markis Jing av Han (r. 409–400 f.Kr.) satte upp huvudstaden i Yuzhou i Henan när Jin delades. I början på 300-talet f.Kr. attackerade Han rikena Zheng, Song och även invaderade Qi. År 375 f.Kr. erövrades Zheng av Han, och huvudstaden flyttades då till Xinzheng i Henan. I mitten på 300-talet f.Kr. reformerades Han i linje med legalismen me hjälp av Shen Buhai, och Han blev en starkare stat igen.
År 307 f.Kr. belägrar och erövrar staten Qin staden Yiyang och 60 000 personer mördas. 296 f.Kr var Han del i en allians med Wei och Qi för att göra en gemensam attack mot Qin. Alliansen lyckade passera det strategiska Hangupasset (函谷关) och tvinga Qin att återlämna tidigare ockuperat territorium. Vid slaget vid Yique 293 f.Kr. besegrade Qin's general Bai Qi staterna Han och Wei's styrkor och avrättade 240 000 soldater. Slutligen erövrades hela riket Han år 230 f.Kr. av Qin under Qins föreningskrig.
Namnet Han "韩" ska inte förväxlas med Han "汉" (som i Handynastin / Hankineser).